# 마이크로소프트 오피스 폼즈 서버
마이크로소프트 오피스 폼즈 서버 2007은 마이크로소프트 인포패스 폼에 모바일 폰 브라우저를 포함한 웹 브라우저로 접속하고 수정할 수 있게 만들어진 프로그램이다.
이 프로그램은 더 이상 단독으로 판매되지 않으며 마이크로소프트 오피스 셰어포인트 서버 2007 엔터프라이즈 에디션에 포함된다.

## 요구사항
마이크로소프트 오피스 폼즈 서버 2007을 사용하려면 윈도 셰어포인트 서버 3.0과 닷넷 프레임워크 2.0이 필요하다.